# Katun (Mirabilandia)
Katun im Freizeitpark Mirabilandia (Emilia-Romagna, Italien) ist eine am 1. April 2000 eröffnete Stahlachterbahn des Herstellers Bolliger & Mabillard und mit 1200 m (zusammen mit The Monster im Walygator Grand Est) Europas längste Bahn vom Typ Inverted Coaster. Mit einer Gesamthöhe von 50 m und der 45 m hohen ersten Abfahrt erreicht sie eine Höchstgeschwindigkeit von 104 km/h. Dabei durchfährt sie sechs Inversionen: einen Looping, eine Zero-g-Roll, eine Cobra-Roll und zwei Korkenzieher nach der Blockbremse.

## Thema

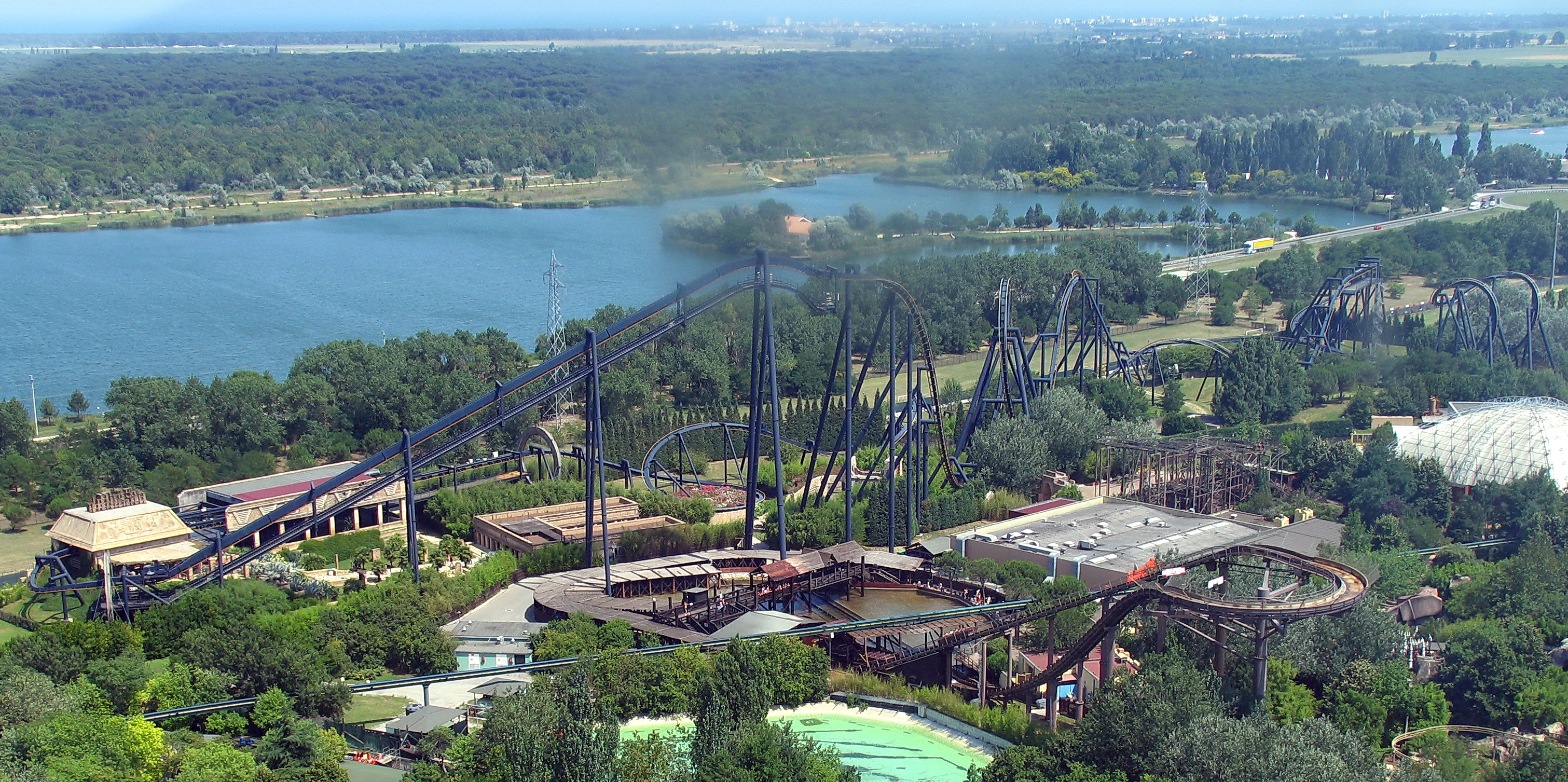
Katun vom Riesenrad des Parks aus gesehen

Katun ist nach einer Maya-Ruine thematisiert. Die Züge durchfahren zu Beginn und am Ende der Fahrt ein Sternentor.
Der Name „Katun“ bezeichnet im Maya-Kalender einen Zeitraum von 7200 Tagen (ca. 20 Jahre).

## Züge
Katun besitzt drei Züge mit jeweils acht Wagen. In jedem Wagen können vier Personen (eine Reihe mit vier Personen) Platz nehmen. Als Rückhaltesystem kommen Schulterbügel zum Einsatz.

## Unfall
Am 18. August 2007 wurde ein Mann getötet, nachdem er am Kopf von einem Bein einer fahrenden Person getroffen wurde. Er befand sich in einem abgesperrten Bereich unterhalb von Katun, als er getroffen wurde. Das Mädchen, dessen Bein den Mann getroffen hat, wurde verletzt und die Bahn wurde vorübergehend geschlossen.